# 刺客密令
是一部2021年美國動作驚悚片，由馬丁·坎貝爾執導，李察·威克編劇，米高·基頓、李美琪與山繆·傑克森主演。講述越南籍女殺手在導師遭人暗殺後，返回家鄉並追查真兇。電影由狮门發行於美國，2021年8月20日院線上映。

## 劇情
安娜是莫迪在西貢大屠殺後領養並培訓的刺客。多年來，他們走遍全球並完成了各種重大任務。莫迪被謀殺時，安娜必須返回越南追查兇手，與神秘的刺客林布蘭牽扯。

## 演員
- 李美琪飾演安娜·達頓（Anna Dutton）
- 米高·基頓飾演林布蘭（Rembrandt）
- 山繆·傑克森飾演莫迪·達頓（Moody Dutton）
- 羅伯特·派屈克飾演比利·博伊（Billy Boy）
- 派屈克·馬拉海德（英语：Patrick Malahide）飾演沃爾（Vohl）
- 大衛·連杜（英语：David Rintoul）飾演愛德華·海斯（Edward Hayes）
- 歐利·普費弗（英语：Ori Pfeffer）飾演雅典（Athens）
- 雷·費倫（英语：Ray Fearon）飾演杜凱（Duquet）
- 卡羅琳·朗奎（Caroline Loncq）飾演克勞迪亞（Claudia）

## 製作
2017年10月，據報導，鞏俐將主演馬丁·坎貝爾執導、李察·威克編劇的美國電影《安娜》（Ana）。2019年11月，米高·基頓、山繆·傑克森和李美琪簽約主演，鞏俐已退出，李美琪取代她成為主角。主要拍攝始於2020年1月，電影此時名為《資產》（The Asset）；取景地點包含羅馬尼亞布加勒斯特、英國倫敦和越南岘港市。片名之後改為《刺客密令》（The Protégé）。

## 發行
狮门排定2021年8月20日美國院線上映。

## 外部連結
- 官方网站
- 互联网电影数据库（IMDb）上《刺客密令》的资料（英文）
- 豆瓣电影上《刺客密令》的資料 （简体中文）